# Ионов, Алексей Васильевич (писатель)
Алексей Васильевич Ионов (1911—1976) — советский писатель, литературовед и драматург, журналист, член Союза писателей СССР, автор более 20 книг.

## Биография
В конце 20-х годов XX века семья Ионовых переехала в город Шахты. Алексей работал на шахте, а по вечерам учился на рабфаке. Писал заметки о труде горняков для местной газеты. В середине 30-х годов А. В. Ионов стал заместителем главного редактора шахтинской газеты «Красный шахтёр». В 1935 году в «Альманахе начинающих», изданном в Ростове-на-Дону, была опубликована первая повесть Алексея Ионова «Гул в лавах». Год спустя его рассказы появились в московском журнале «Красноармеец-краснофлотец». В 1937 году А. В. Ионов был арестован по доносу сотрудниками НКВД, но в 1939 году освобождён по решению Ростовского областного суда из-за недоказанности улик. В 1942 году Алексей Ионов с семьёй переезжает в Сталино (ныне Донецк). Работал корреспондентом газеты «Правда». В 1947 году был издан первый сборник Ионова «Донецкие рассказы». Заочно окончил Московский Литературный институт имени А. М. Горького, был принят в Союз писателей.
Последние годы жизни Ионов работал над романом «Зарево над Донбассом». Именем А. В. Ионова названы улицы в городах Шахты Ростовской области и Донецке (Украина), установлены мемориальные доски.

## О жизни и творчестве писателя
- Стебун М., Гаврилова Л. Трудное восхождение // Радуга. — 1976. — № 2. — С.178 — 181.
- Перегуда В. Юбилей земляка — журналистика: к 75 летию А. Ионова // Ленинское знамя. — 1986. — 28 февраля.
- Демидов В. Верный сын Донбасса: К 70 летию со дня рождения А. Ионова // Огонек. — 1981. — № 4. — С. 29.
- Об увековечивании памяти А. В. Ионова (советского писателя, который многие годы жил в городе Шахты) // Ленинское знамя. — 1977. — 20 июля.

## Из воспоминаний
- Писатель Константин Симонов в предисловии к рассказу «Полюшка» из сборника рассказов А. В. Ионова «Душа шахтера», изданному отдельно (Сталино, 1959) писал: «Книга отмечена весьма драгоценным в литературе свойством — отличным знанием того, о чём пишет человек. В книге много правды, иногда радостной, иногда грустной, много живых, взятых из жизни, людей, много любви к этим людям и к родному краю. Есть в книге и немало страниц, проникнутых иронией, презрением к тому отживающему, косному, что ещё тянет, и нередко сильно тянет людей назад».
- Елена Плешакова, корреспондент газеты «Шахтинские известия»: «Алексей Васильевич Ионов для людей, которые его хорошо знали, навсегда остался человеком трудолюбивым, неравнодушным к судьбе своей Родины».

## Награды
- Медаль «За трудовое отличие» (24 ноября 1960 года) — за выдающиеся заслуги в развитии советской литературы и искусства и в связи с декадой украинской литературы и искусства в гор. Москве[1].